# Колюпаново (Московская область)
Колюпаново — деревня в Ступинском районе Московской области в составе Городского поселения Ступино (до 2006 года входила в Староситненский сельский округ). На 2016 год в Колюпаново 1 улица — Скрылевская и 2 садовых товарищества. Впервые в исторических документах упоминается в 1578 году, как деревня Кулюпаново, названа по фамилии владельца Назария Ширяевича Колюпанова. В деревне сохранилась часовня, построенная в 1893 году, по проекту архитектора Кампиони, в память спасения императорской семьи в железнодорожной катастрофе 1887 года.

## Население
| 2002 | 2006 | 2010 |
| ---- | ---- | ---- |
| 25   | ↘13  | ↗17  |

Колюпаново расположено на юге центральной части района, на правом берегу реки Ситня, у устья безымянного притока, высота центра деревни над уровнем моря — 148 м. Ближайшие населённые пункты: Воскресенки — примерно в 1 км на северо-запад, Колдино в 1,2 км на северо-восток и Ступино — около 2,5 км на юго-запад.